# Jakob Wolfer
Jakob Wolfer (* 17. Januar 1911 in Drohobycz, Galizien; † 6. Mai 1984 in Wien) war außerordentlicher geistlicher Oberkirchenrat der  Evangelischen Kirche A.B. Österreichs, Vorstand des Evangelischen Presseverbandes Österreich, Bundeskurat des St. Lazarus Ritterordens und Bundesobmann des Evangelischen Bundes Österreich. Er ist unter anderem Träger des Großen Silbernen Ehrenzeichens der Republik Österreich.

## Leben
Wolfer absolvierte sein Hochschulstudium der evangelischen Theologie in  Posen, Greifswald und Wien, wo er 1934 das Magisterium der Theologie erwarb. Im Jahr 1938 wurde er vom Evangelischen Oberkirchenrat A.B. in Wien nach Österreich berufen. Im November 1939 kam die Tochter Hilde-Helga zur Welt, 1947 Sohn Johann Martin. Im Mai 1940 wurde er einstimmig für die Vikarstelle an der Evangelischen Pfarrgemeinde Wien-Währing in der Lutherkirche gewählt. 1956 wurde er vom Zweiten zum Ersten Pfarrer der Evangelischen Pfarrgemeinde A.B. Wien-Währing berufen. Im Jahr 1965 wurde er zum Senior von Wien (einer der beiden Stellvertreter des Superintendenten) gewählt. 1972 zum außerordentlichen geistlichen Oberkirchenrat der evangelischen Kirche A.B. in Österreich gewählt. (Der Oberkirchenrat bildet gemeinsam mit dem Bischof die hauptamtliche Kirchenleitung)
Die Wiener Landesregierung hat ihm mit Beschluss vom 28. August 1973 in Würdigung seiner besonderen Organisatorischen Leistungen das Silberne Ehrenzeichen für Verdienste um das Land Wien verliehen. 1975 verleiht ihm der Bundespräsident der Republik Österreich das Große Silberne Ehrenzeichen der Republik Österreich für Verdienste um die Republik Österreich. Im Jahr 1980 würdigt der Österreichische Bundespräsident seine schriftstellerischen Leistungen mit der Verleihung des Berufstitels Professor.  

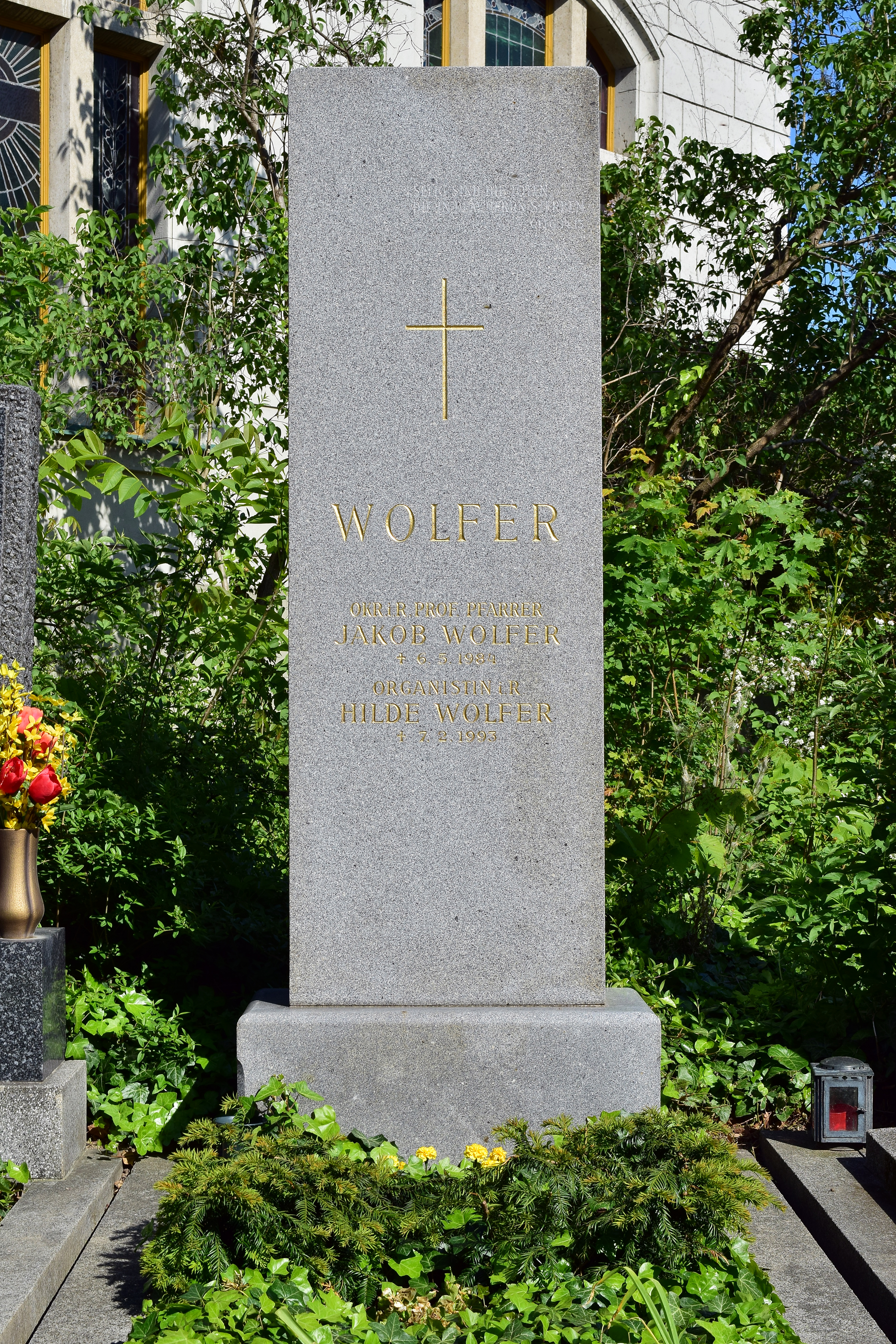
Grabstätte von Wolfer am Wiener Zentralfriedhof

Wolfer starb am 6. Mai 1984. Er wurde in einem Ehrengrab beigesetzt, das sich auf dem Evangelischen Friedhof am Wiener Zentralfriedhof befindet.

## Ämter
- Oberkirchenrat der Evangelischen Kirche A.B. in Österreich (1972 gewählt)
- Vorstand des Evangelischen Presseverbandes
- Bundesobmann des Evangelischen Bundes (ab 1962)
- Synodaler in der Generalsynode (1962 gewählt)
- Bundeskurat des St. Lazarus Ritterorden Österreich

## Auszeichnungen und Ehrungen
- 1973 Silbernes Ehrenzeichen für Verdienste um das Land Wien
- 1975 Großes Silbernes Ehrenzeichen der Republik Österreich
- 1980 Berufstitel Professor für schriftstellerische Leistungen
- 1980 Verdienst-Komturkreuz / St. Lazarus Ritterorden

## Schriftstellerische Tätigkeit
Festschriften:
- „Wir bleiben treu“ 1967 (65.000 Exemplare)
- „60 Jahre Lutherkirche“
- „70 Jahre Lutherkirche“
- „80 Jahre Lutherkirche“ „80 Jahre evang. Gemeinde A.B. Wien-Währing“
- „50 Jahre Lutherschule“ 1956
- „75 Jahre Lutherschule“ 1981

Schriften für den Gemeindegebrauch:
- „Unser Evangelischer Glaube A.B.“ 1966 4 Auflagen in 25.000 Exemplaren
- „Die Mischehe“ 1961 (10.000 Stück)
- „Liebe Brautleute“ 1968
- „Taufbüchlein“ 1969

Verschiedene Schriften:
- „Tiere im Stall von Bethlehem“ 1971
- „Besondere Weihnachten“ 1969
- „Der Haushaltungsvorstand“ 1970
- „Als Vikar und Pfarrer in Galizien“ 1971
- "Wegzeichen Gottes an unserem Lebensweg"
- "Ein Weihnachtsbrief" 1984
- "Wunderbare Erlebnisse" 1971
- "Das Weihnachtsgeschenk"

12 Schulfunksendungen für den ORF
Weihnachtsspiele:
- „Währinger Krippenspiel“
- „Gerettet in der Weihnacht“

Verschiedenes:
- Gründer und Herausgeber der Zeitschrift: „Die Schriftenreihe des Evangelischen Bundes“
- Gründer und Herausgeber der Zeitschrift: „Martin Luther“ (gegründet 1972)
- Gründer und Herausgeber der Zeitschrift: „Die Botschaft“

Zahlreiche Beiträge für:
- „Die Saat“
- „Kalendergeschichten“
- "Das Heilige Band"